# لاتون، لسترشر
لاتون (به انگلیسی: Laughton) یک روستا و محله مدنی در بریتانیا است که در Harborough واقع شده‌است.